# Factor humano

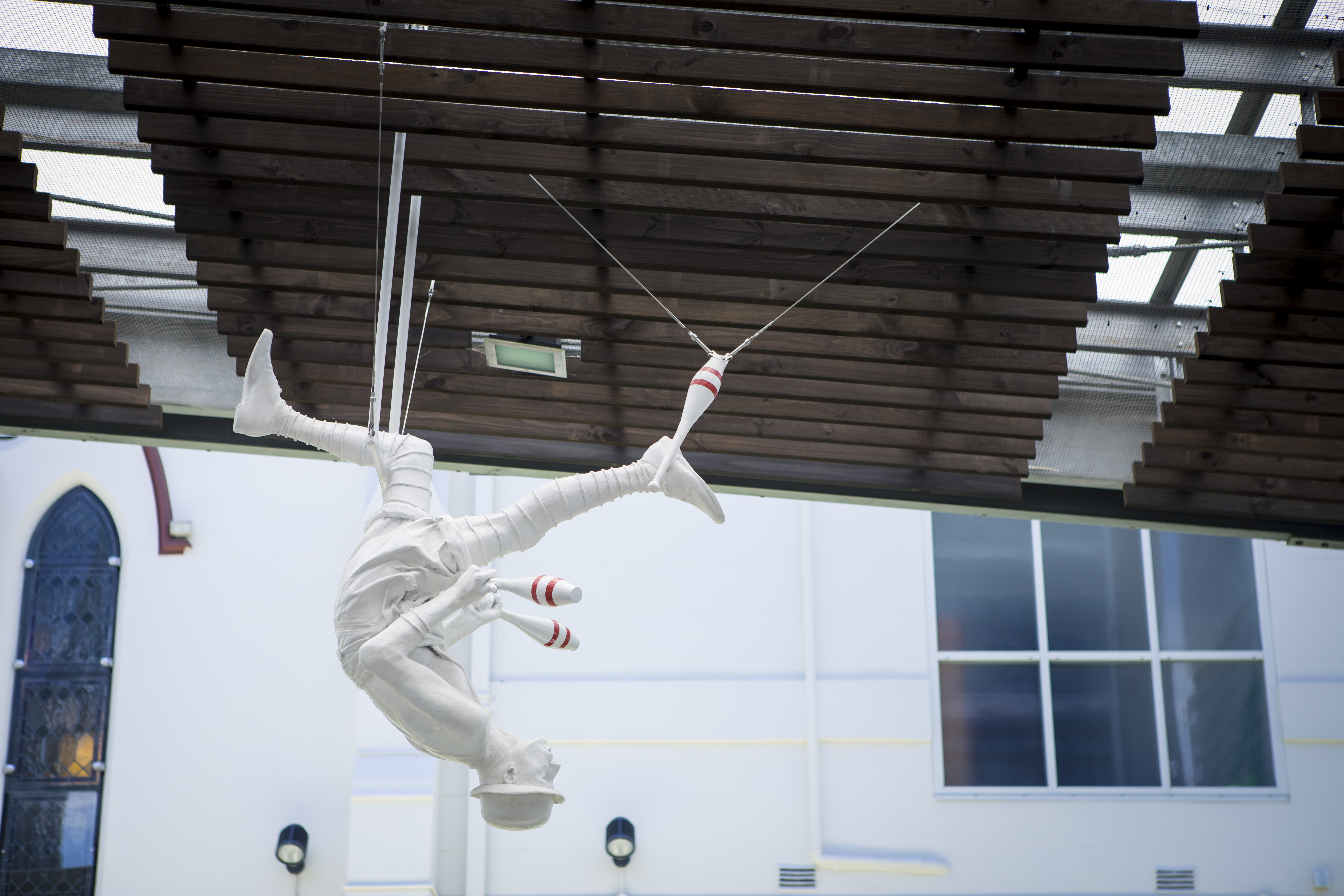
La serie del factor humano-El malabarista. Para la Exposición Universal de 1988 en Brisbane se realizó una serie de casi 80 esculturas que mostraban diferentes aspectos de la vida australiana.

El factor humano es la contribución humana a un evento, incluido el error humano. Esta contribución puede ser voluntaria o involuntaria. El término puede usarse en sentido positivo o negativo.
En español, y en el ámbito empresarial, es común emplear "factor humano" para referirse a los recursos humanos o a la mano de obra de la compañía. 
El concepto de factor humano se refiere también, en psicología, a las relaciones entre lo percibido por la persona y las reacciones conscientes o inconscientes que de ello resultan. Por ejemplo, la emoción que se crea al ver una fotografía artística o al escuchar una melodía que recuerda numerosos elementos almacenados en la memoria, y en particular la propia experiencia, es una actividad incluida en los factores humanos. Comprender sus mecanismos es parte de los factores humanos.
El factor humano también se refiere al estudio de las razones que conducen al error humano. Los ejemplos incluyen errores de pilotaje, errores judiciales o errores de programación.
Suele ser posible, en un análisis detallado, identificar no uno sino varios factores humanos (psicología, fisiología, moral...) que influyen en determinada situación. La expresión "factor humano" (en singular) no implica que quien la usa piense que hay un solo factor, sino que no considera necesario descender a dicho análisis. 

## Historia
En el primer y antiguo sentido de la lengua francesa, el factor humano se opone al factor divino o al factor económico, siendo el factor —por definición— el que hace. Factor en español, factor en inglés y facteur en francés vienen de la palabra del latín factor, proveniente del verbo facere, hacer.
Sin embargo, no se puede excluir que el término en su sentido moderno —ligado a lo imprevisto— puede estar influido por ideas inglesas o estadounidenses. 
En 1894, el factor humano parecía estar asociado a ciertos accidentes, sin que aún se comprendiera del todo:

Sin embargo, es en esta categoría de accidentes marinos que el factor humano desempeña el mayor papel. El "Board of Trade" [Junta de Comercio] dicta las reglas para prevenir las colisiones. Ningún oficial es autorizado a dirigir un navío si no tiene un certificado de capacidad, y sin embargo se producen choques. La pregunta es obligada: ¿por qué, mientras los accidentes debidos a otras causas se hacen más raros, los que son consecuencia directa de hechos de los hombres continúan siendo tan frecuentes? ¿Son las reglas defectuosas? ¿Hay que acusar a los encargados de aplicarlas? ¿O bien hay que admitir que, aunque la seguridad de la navegación aumente en otros ámbitos, no puede esperarse ver los mismos progresos en lo que respecta a las colisiones, que hay ahí un estado de cosas que casi no es posible remediar? Esta conclusión apenas es aceptable, y las decisiones de los tribunales dan fe, porque en la generalidad de los procesos, se atribuye la falta sea a una parte, sea a la otra, y una de las dos es condenada a indemnizar a la otra.

Pero como el principal objetivo de la legislación sobre navegación es impedir las colisiones, y no lo consigue, cabe preguntarse si está basada sobre principios sanos. Consigue, a fin de cuentas, no disminuir el número de desastres marítimos, sino provocar procesos y condenas que tienen el inconveniente de no golpear a los verdaderos culpables, de quedar sin demasiado efecto porque las navieras han suscrito seguros contra estas condenas, y de sumar grandes costas a las pérdidas ocasionadas por las colisiones.
Économie industrielle, La marina inglesa durante el último periodo decenal, Anales industriales, 1894

### La contribución de Taylor
ESTUDIO DE LOS MÓVILES HUMANOS.

Otra particularidad importante del taylorismo es la aplicación sistemática del mismo método científico al estudio de lo que se puede llamar el factor humano.

Así se refiere Taylor a este asuntoː «Hay otra especie de investigación científica que debe llamar especialmente la atenciónː es el estudio minucioso de los móviles humanos. A primera vista parecería que es simplemente un asunto de observación y juicio individual y que no hay materia para experiencias científicas exactas. Es cierto que las leyes que resultan de los experimentos realizados y que se refieren al muy complejo organismo que es el ser humano están sujetas a más incertidumbres que las leyes relativas a cosas materiales. Y sin embargo existen leyes de este género que se aplican a la gran mayoría de los hombres y que, claramente definidas, son de gran ayuda a la hora de conducirlos. Para descubrir estas leyes se necesitan experiencias minuciosas, cuidadosamente preparadas y llevadas a lo largo de muchos años de la misma manera que aquellas de las que se ha hablado previamente»
Esbocemos la aplicación de este método.
En la industria, la intervención del obrero —es decir, del factor humano— puede reducirse a tres puntos principalesː el conocimiento de buenos métodos de trabajo, la voluntad de aplicarlos y la aptitud física para hacerlo. Cada uno de estos tres elementos del factor humano depende a su vez de otros factores más simples.

El conocimiento de buenos métodos de trabajo supone su estudio previo por los ingenieros competentes, y después su enseñanza a los obreros por medio de los capataces.
Produire plus en travaillant moins, Lectures pour tous : revista universal y popular ilustrada, 1 de octubre de 1916

### Significado moderno
Desde la década de 1930, la expresión "factor humano" ha sido  profesional.

### Mural del factor humano
A menudo resulta difícil cambiar hábitos y comportamientos, lo que supone un obstáculo para el surgimiento de un mundo más sostenible. La ONG Humans Matter (en inglés Los humanos importan, aunque también podría leerse como Materia de humanos), especializada en el desarrollo de métodos innovadores facilitadores útiles para el cambio de comportamiento relacionado con el bienestar, el bien común y la vida social, creó una primera versión del fresco, luego asumida por Human Factor University, ONG dedicada a la difusión y uso de este método.
Del mismo modo que existe El Mural del Clima (una asociación francesa para concienciar del cambio climático) se ha desarrollado El mural del factor humano (oficializado en 2021) como una herramienta de aprendizaje y movilización, participativa y lúdica, con el objetivo de explorar, en grupo y de manera transformadora, los mecanismos psicológicos y cognitivos que influyen en nuestros comportamientos, y en particular los cambios de comportamiento necesarios para la transición energética. Incluye un taller colaborativo (generalmente de 3 horas de duración), donde los participantes construyen un mural que representa los principales factores que influyen en sus decisiones y acciones. 
A este trabajo lo sigue una fase de exploración de sesgos cognitivos (sesgo de confirmación, aversión a la pérdida, etc.) que nos impiden actuar racionalmente y de acuerdo con nuestros valores. Visualizar estos mecanismos ayuda a los participantes a tomar conciencia de las razones por las que les resulta difícil cambiar su comportamiento.
Este mural se utiliza para promover la transición energética o  ecológica en empresas, comunidades, escuelas, universidades y otras entidades que deseen mejorar la comunicación, la colaboración y la toma de decisiones dentro de equipos de profesionales o voluntarios. Su objetivo es concienciar sobre las cuestiones del desarrollo sostenible, pero también ayuda a desarrollar una mente crítica (ver Pensamiento crítico) y abierta (ver Apertura mental).

## Retos
Este concepto está involucrado en el estudio actual y prospectivo de la interacción del comportamiento humano con su entorno y en particular en el campo de la seguridad pública, el riesgo industrial, el riesgo nuclear y la seguridad alimentaria. El error humano y el factor humano intervienen en muchos accidentes y desastres graves, en particular industriales y marítimos. En Quebec se habla del PFH (iniciales en francés de putain de facteur humain), un concepto reutilizado en particular por Hubert Reeves para explicar la inacción de la gente frente a la evolución del planeta.
La ergonomía, que se encarga del diseño de herramientas y lugares de trabajo para que encajen con las características fisiológicas, anatómicas y psicológicas de las personas que van a utilizarlos, también se beneficia del estudio y la consideración de los factores humanos. Se trata de la adecuación existente entre el individuo y su entorno en los lugares de trabajo. Por ejemplo, podemos citar el estudio de las formas de los cascos de motocicleta que garantizan la comodidad y seguridad correspondiente a toda la población.

## Semántica
Los factores humanos son numerosos, complejos, interactúan entre sí y con la evolución del contexto social, ambiental y técnico. Por lo tanto, a menudo son difíciles de dominar. Para comprenderlos y anticiparlos se necesita la ergonomía, así como la sociología, la medicina y la psicología del trabajo, las organizaciones y la formación.
En inglés, human factor es a menudo sinónimo de ergonomía, particularmente en el campo de las tecnologías de la información (TI). También en inglés, el mundo de la industria marítima prefiere human element a human factor. Human Element es un videojuego de apocalipsis zombi.

## Seguridad aérea
En aviación, tras varios accidentes atribuidos a errores humanos, el entrenamiento de la tripulación incluye un capítulo "factores humanos» (en inglés CRM o gestión del recurso de la tripulación). Así, en el desastre de Tenerife, el accidente aéreo más mortal de la historia, el copiloto había preguntado al capitán sobre la posibilidad de un problema, pero no se atrevió a insistir por el vínculo jerárquico.

## Seguridad vial
Los accidentes de tráfico, que en el mundo hieren o matan a cientos de personas cada mes, se atribuyen con mayor frecuencia a errores humanos o factores humanos,   y las fuentes no siempre distinguen entre las nociones de factor y error. En el "Enfoque de Sistema Seguro", la infraestructura vial busca garantizar que el error humano no conduzca a un accidente, reduciendo el riesgo de error y las consecuencias del error.  Sin embargo, la intervención humana que provoca un accidente puede ser un error humano o un acto deliberado (por ejemplo un conductor suicida).  La idea del "sistema seguro" es aceptar el error humano puede darse, pero tener preparados sistemas para evitar en lo posible que resulte en muerte o lesiones graves, por ejemplo guardarraíles.  .
En la búsqueda de infraestructuras más seguras, los factores humanos pueden, por ejemplo, distinguir:
- El factor tiempo: a menudo un conductor tarda entre 4 y 6 segundos en cambiar completamente de maniobra. Si va a 100 km/h, esto le puede suponer un recorrido de 300 metros.
- El factor del campo de visión: el campo de visión puede estabilizar o desestabilizar al conductor, cansarlo o estimularlo.
- El factor de menor sorpresa: el conductor conduce según su experiencia y percepciones recientes. Las anomalías inesperadas interrumpen la cadena de acción y los automatismos del conductor, es decir, le hacen dudar y entonces necesita tiempo para solucionar la anomalía..[8]

| Ejemplo de factor humano | Excluyendo el factor humano |
| --- | --- |
| - descuidar una luz roja - subestimación de un giro - sobreestimación del ancho de la carretera - subestimación de la distancia - sorprendido por un giro - descuido de una señal de ceda el paso | - nivel de alcohol > norma legal - suelta el volante - infarto de miocardio - insecto irritante en el vehículo - maniobra de adelantamiento arriesgada |

## En la literatura
El factor humano es el título de una novela de Graham Greene, de la que Otto Preminger hizo su última película.
Facteur Humain es una editorial belga, dirigida por Denis Gielen y Grégoire Romefort.